# 9393 Apta
9393 Apta este un asteroid din centura principală de asteroizi.

## Descriere
9393 Apta este un asteroid din centura principală de asteroizi. A fost descoperit pe 10 august 1994 la Observatorul La Silla de Eric Walter Elst. El prezintă o orbită caracterizată de o semiaxă mare de 2,61 ua, o excentricitate de 0,10 și o înclinație de 4,4° în raport cu ecliptica.